# مسابقات فرمول یک فصل ۱۹۶۵
مسابقات فرمول یک فصل ۱۹۶۵ در سال ۱۹۶۵ میلادی برگزار شد. در این مسابقات جیم کلارک (به انگلیسی: Jim Clark) از تیم لوتوس و با خودروی کلایمکس به قهرمانی رسید وی که در آغاز مسابقه در خط ۶ قرار داشت، بهترین زمان خود را در دور ۶ به دست آورد و در مجموع صاحب ۵۴ امتیاز شد.